# Hans Stangl
Hans Stangl (* 8. März 1888 in München; † 25. September 1963 ebenda) war ein deutscher Bildhauer und Akademieprofessor.

## Leben und Wirken
Hans Stangl, Vater des Münchner Galeristen Otto Stangl, studierte ab 1916 an der Akademie der bildenden Künste in München und wurde danach beim Bildhauer Ignatius Taschner in Berlin ausgebildet. Von 1939 bis 1943 leitete er die  Deutsche Akademie in Rom. Er hat für den öffentlichen Bereich der Stadt München mehrere bekannte Skulpturen geschaffen. Für die Firma Rosenthal entwarf Stangl als freier Designer um 1955 etwa 20 Hohlplastiken, Porzellanfiguren und Vasen.

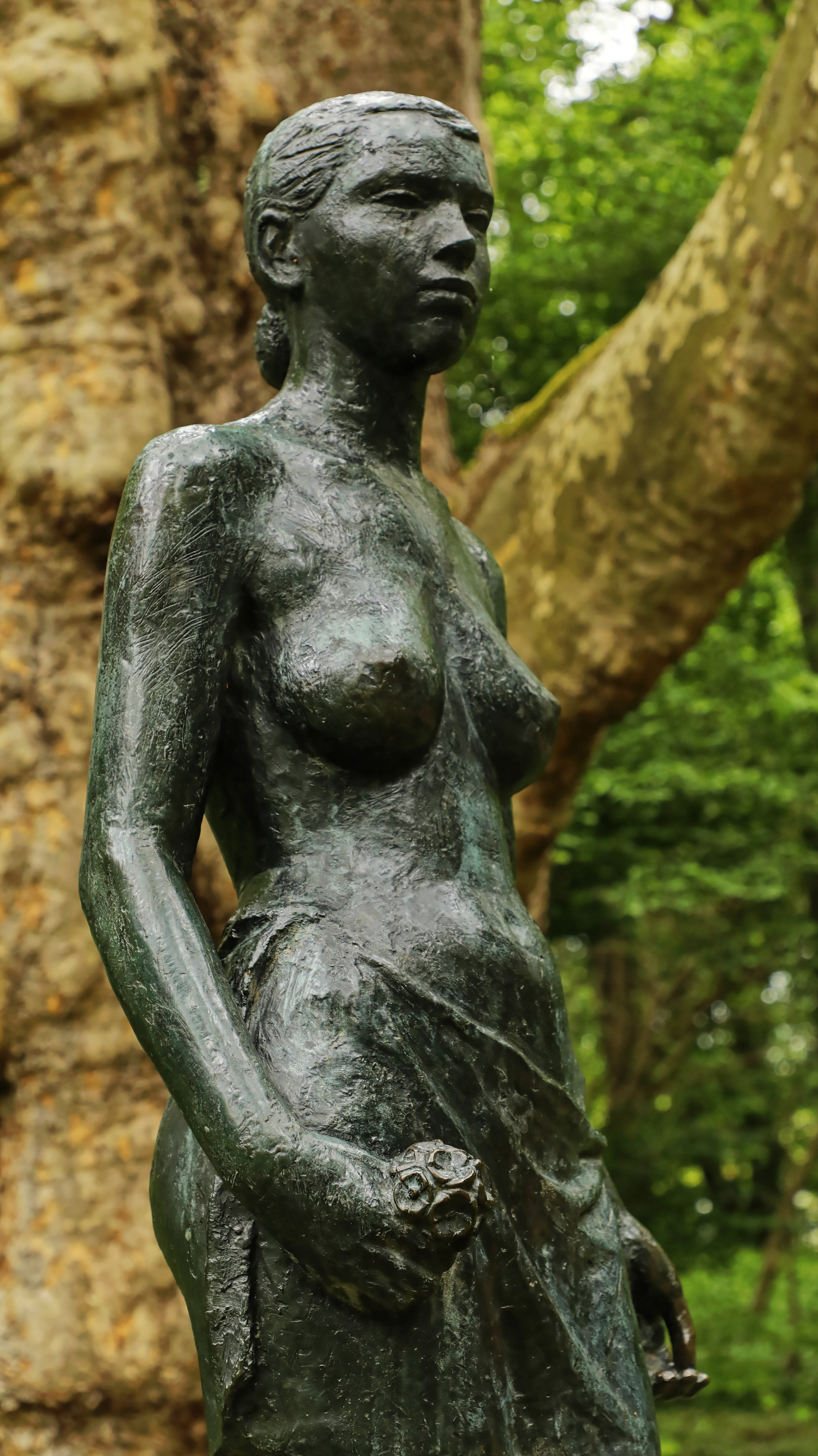
Mädchenstatue in den Isarauen, München

## Werke
- Luftwehr (Statue, Bronze; ausgestellt 1937 auf der Großen Deutschen Kunstausstellung in München)[4]
- Mädchen, Bronzestatue; Bayerische Staatsgemäldesammlungen – Sammlung Moderne Kunst in der Pinakothek der Moderne, München
- 1953: Statuen aus Porzellan, designed für Rosenthal[5]

Arbeiten im öffentlichen Raum
- 1932: Stehende, Skulptur im Garten des Lenbachhauses, München
- Mädchenstatue, Bronzeplastik in den Frühlingsanlagen der Isarauen, München